# Fires (œuvre musicale)
Pour les articles homonymes, voir Fires.
Fires est une pièce symphonique en deux mouvements écrite par la compositrice lituanienne Raminta Šerkšnytė. La première de l'œuvre a lieu en 2010.

## Description

### Présentation
Fires est composé par la lituanienne Raminta Šerkšnytė sur commande. L'œuvre est présentée au public en 2010.

### Origine
Fires est une commande passée par l'orchestre symphonique de la radio-diffusion bavaroise auprès de la compositrice lituanienne. La volonté artistique sous-tendant cette création est d'accompagner le cycle de concert dédié aux symphonies de Ludwig van Beethoven donné en 2010 par l'institution. Fires est conçu pour être la première partie du concert présentant la Cinquième symphonie.

### Structure
Fires est constitué de deux mouvements : le premier Misterioso et le second Con brio. Ces deux mouvements exposent des ambiances musicales opposées.

## Musique
Pour inscrire la pièce dans la volonté artistique du commanditaire, Raminta Šerkšnytė reprend certains motifs musicaux de la symphonie no 5 de Beethoven pour constituer cette pièce.

## Histoire
La première de Fires a lieu en 2010. Elle est donnée par l'orchestre symphonique de la radio-diffusion bavaroise sous la conduite du chef d'orchestre letton Mariss Jansons. Comme programmé par l'institution, cette création précède l'exécution de la symphonie no 5 de Beethoven.
En 2022, la première française de l'œuvre est donnée par l'orchestre philharmonique de Radio France, sous la direction de la lituanienne Mirga Grazinyte-Tyla.